# 크리스티나 페리
크리스티나 페리, 본명 크리스티나 주디스 페리(Christina Perri, 1986년 8월 19일 ~ )는 미국의 가수이다. 2010년에 폭스 방송의 쇼인 So You Think You Can Dance에서 공개된그녀의 첫번째 싱글인 "Jar of Hearts"는 미국에서 3백만장을 팔며 전세계에서 히트를 쳤다. 영국으로 넘어가 영국 싱글 차트에서 3위를 찍으며, 3달동안 탑 40에 머무르기도 했다. 수 개월이 지난 뒤인 그녀는 첫 EP인 "The Ocean Way Sessions"를 발매하였다..
"Jar of Hearts"의 성공으로 그녀는 애틀랜틱 레코드와 계약을 맺고 첫 정규 앨범인 "lovestrong"을 발매하였다. 2012년에는 영화 트와일라잇: 브레이킹 던의 사운드트랙인 "A Thousand Years"를 직접 작곡, 녹음하여 발매하였다. 이 곡은 미국에서만 4백만장을 넘게 팔고, 플래티넘을 4번 증명받았다. 그녀의 두번째 EP인 "A Very Merry Perri Christmas"는 2012년 10월 발매되었다. 그녀의 다가오는 앨범인 "Head or Heart"는 2014년 3월 11일 발매 예정되어있으며, 리드 싱글인 "Human"은 2013년 11월 18일 발매되었다.

## 음반 목록

### 정규 앨범
- lovestrong (2011)
- Head or Heart (2014)